# Johann Nauwach
Johann Nauwach, né dans le Brandebourg vers 1595 et mort à Dresde en 1630, est un compositeur et luthiste allemand.

## Biographie
Il est « enfant du chœur de la chapelle de la cour de Dresde de 1607 à 1612 », sous la direction de Hans Leo Hassler. Choisi par le prince électeur Jean-Georges Ier de Saxe, il se rend à Turin afin d'entreprendre ses études musicales, poursuivies ultérieurement à Florence auprès du luthiste Lorenzo Allegri.
De retour en Allemagne en 1618, il est nommé, en 1623, musicien de la chambre (en tant que luthiste) de la cour de Saxe, dont Heinrich Schütz est le maître de chapelle. Ce dernier lui enseigne les derniers rudiments de la composition et parachève son éducation musicale. En 1627, pour commémorer l'obtention de son diplôme, Schütz compose en son honneur l'hymne Glück zu dem Helikon, SWV 96.
Il se serait converti au catholicisme.
Johann Nauwach « est l'un des premiers à introduire en Allemagne la monodie soutenue par la basse continue », suivant en cela l'exemple des Italiens Giulio Caccini et Claudio Monteverdi.
Il laisse un livre d'arias italiennes pour voix et chitarrone (ou luth), publié en 1623, et un livre de huit villanelles allemandes (qui seraient considérées aujourd'hui comme des lieder) pour voix et théorbe, luth ou épinette, paru en 1627. Plusieurs des poèmes allemands mis en musique par Nauwach sont du poète Martin Opitz.

## Œuvre
- Libro primo di arie passegiate a una voce per cantar, e sonar nel chitarone, & altri simili istromenti, Dresde (1623)
- Erster Theil Teütscher Villanellen mit 1., 2. und 3. Stimmen auf die Tiorba, Laute, Clavicymbel, und andere Instrumenta gerichtet, Freiberg, Georg Hoffmann (1627)

## Enregistrements
- 1995 : German Baroque Songs (Harmonia Mundi) : enregistrement des lieder Jetzund kömpt die Nacht herbey et Ach Liebste, lab uns eilen par Andreas Scholl
- 2002 : German Lute Songs (Naxos) : enregistrement de Ach Liebste, lab uns eilen par Martin Hummel
- 2012 : Arie Antiche (Musical Concepts, série "Alto") : enregistrement d'un aria Tempesta di dolcezza par Emma Kirkby
- 2104 : Dialoghi a voce sola (Radio Bremen) : enregistrement d'un aria Tu parti Anima mia par Ulrike Hofbauer
- 2014 : The Medici Castrato. A homage to Gualberto Magli (Glossa) : enregistrement de deux arias Amarilli mia bella et Tempesta di dolcezza, ainsi que du lied Jetzund kömpt die Nacht herbey par Raffaele Pe